# Wake Up Dead Man: A Knives Out Mystery
Série À couteaux tirés
Glass Onion
(2022)
Pour plus de détails, voir Fiche technique et Distribution.
Wake Up Dead Man: A Knives Out Mystery est un film américain réalisé par Rian Johnson et dont la sortie est prévue en 2025. Il s'agit du troisième film de la série dans lequel Daniel Craig incarne le détective privé Benoit Blanc, après À couteaux tirés (2019) et Glass Onion (2022).
Le film sera présenté au festival international du film de Toronto 2025 avant sa diffusion sur Netflix.

## Fiche technique
Sauf indication contraire, les informations mentionnées dans cette section peuvent être confirmées par la base de données cinématographiques IMDb,  présente dans la section « Liens externes ».
- Titre original complet : Wake Up Dead Man: A Knives Out Mystery
- Réalisation et scénario : Rian Johnson
- Musique : Nathan Johnson
- Photographie : Steve Yedlin
- Production : Ram Bergman et Rian Johnson
- Société de production : T-Street Productions
- Société de distribution : Netflix
- Budget : N/A
- Pays de production :  États-Unis
- Langue originale : anglais
- Format : couleur - 2.35:1 - 35 mm - son : DTS / Dolby Digital / SDDS
- Genre : policier
- Dates de sortie[1] : Dates sujettes à modification
  - Canada : septembre 2025 (festival de Toronto)
  - Monde : 12 décembre 2025 (sur Netflix)
- Classification[2] : N/A

## Distribution
- Daniel Craig : Benoit Blanc
- Josh O'Connor : Révérend Jud Duplenticy[3]
- Glenn Close : Martha Delacroix[3]
- Josh Brolin : Mgr Jefferson Hicks[3]
- Mila Kunis : Geraldine Scott[3]
- Jeremy Renner : Dr Nat Sharp[3]
- Kerry Washington : Vera Draven[3]
- Andrew Scott : Lee Ross[3]
- Cailee Spaeny : Simone Viviane[3]
- Daryl McCormack : Cy Draven[3]
- Thomas Haden Church : Samson Holt[3]

## Production

### Genèse et développement
Avant la sortie du film À couteaux tirés (Knives Out, 2019) , Rian Johnson déclare qu'il aimerait créer des suites avec le personnage du détective Benoit Blanc et qu'il a déjà une idée pour un nouveau film. En mars 2021, il est annoncé que Netflix a acheté les droits de deux suites pour plus de 400 millions de dollars.
En juin 2022, le réalisateur-scénariste annonce que Knives Out 3 est un titre de travail et que chaque nouveau film aura un titre différent du premier film, citant Agatha Christie comme influence notamment sur les titres. En novembre 2022, Rian Johnson déclare qu'il va commencer à travailler sur l'écriture du troisième film. En janvier 2023, il confirme avoir commencé l'écriture du script et explique qu'il sera différent sur le plan du ton et de la thématique par rapport aux deux précédents opus. Rian Johnson déclare plus tard que bien qu'il ait approuvé le sous-titre de A Knives Out Mystery pour l'épisode précédent, il aimerait renommer la série et ajouter A Benoit Blanc Mystery comme sous-titre pour les prochains épisodes.
En octobre 2023, à la suite de la résolution de la grève de la Writers Guild of America de 2023, Rian Johnson annonce qu'il a commencé à travailler sur le scénario du troisième film.
Le titre original du film, Wake Up Dead Man, est révélé en mai 2024.

### Attribution des rôles
En mai 2024, Josh O'Connor, Cailee Spaeny, Andrew Scott, Kerry Washington, Glenn Close, Jeremy Renner, Mila Kunis et Daryl McCormack rejoignent Daniel Craig,,,,,,. En juin 2024, Josh Brolin et Thomas Haden Church sont également confirmés,.

### Tournage
Le tournage débute le 10 juin 2024 à Londres,,,.

## Sortie
Wake Up Dead Man: A Knives Out Mystery sera diffusé le 12 décembre 2025 sur Netflix,.